# Joueur de l'année de l'UEFA 2022
Navigation
Édition précédente Édition suivante
Le Joueur de l’année de l’UEFA 2022 est un prix décerné par l'UEFA à un joueur jouant pour un club de football européen et qui a su se distinguer comme étant le meilleur de la saison 2021-2022.
Le 25 août 2022, Karim Benzema est le vainqueur devant Kevin De Bruyne et son coéquipier Thibaut Courtois.

## Palmarès

### Classement officiel[2]
| #  | Nom                | Club                       | Points |
| -- | ------------------ | -------------------------- | ------ |
| 1  | Karim Benzema      | Real Madrid                | 523    |
| 2  | Kevin de Bruyne    | Manchester City            | 122    |
| 3  | Thibaut Courtois   | Real Madrid                | 118    |
| 4  | Robert Lewandowski | FC Barcelone Bayern Munich | 54     |
| 5  | Luka Modrić        | Real Madrid                | 52     |
| 6  | Sadio Mané         | Liverpool FC               | 51     |
| 7  | Mohamed Salah      | Liverpool FC               | 46     |
| 8  | Kylian Mbappé      | Paris Saint-Germain        | 25     |
| 9  | Vinícius Júnior    | Real Madrid                | 21     |
| 10 | Virgil van Dijk    | Liverpool FC               | 19     |